# Matías Miranda
Matías Miranda (La Plata, 5 maggio 2000) è un calciatore argentino, centrocampista del Defensa y Justicia.

## Caratteristiche tecniche
È un esterno sinistro.

## Carriera
Cresciuto nel settore giovanile del Gimnasia (LP), ha esordito in prima squadra il 28 settembre 2019 disputando l'incontro di Primera División perso 2-0 contro il River Plate.

## Statistiche

### Presenze e reti nei club
Statistiche aggiornate al 7 maggio 2025.
| Stagione             | Squadra              | Campionato           | Campionato | Campionato | Coppe nazionali | Coppe nazionali | Coppe nazionali | Coppe continentali | Coppe continentali | Coppe continentali | Altre coppe | Altre coppe | Altre coppe | Totale | Totale | Totale |
| Stagione             | Squadra              | Comp                 | Pres       | Reti       | Comp            | Pres            | Reti            | Comp               | Pres               | Reti               | Comp        | Pres        | Reti        | Pres   | Reti   |        |
| -------------------- | -------------------- | -------------------- | ---------- | ---------- | --------------- | --------------- | --------------- | ------------------ | ------------------ | ------------------ | ----------- | ----------- | ----------- | ------ | ------ | ------ |
| 2019-2020            | Gimnasia (LP)        | PD                   | 6          | 0          | CA+CdS+CM       | 3+0+6           | 0               | -                  | -                  | -                  | -           | -           | -           | 15     | 0      |        |
| 2021                 | Gimnasia (LP)        | PD                   | 19         | 0          | CA+CdL          | 0+12            | 0               | -                  | -                  | -                  | -           | -           | -           | 31     | 0      |        |
| 2022                 | Gimnasia (LP)        | PD                   | 13         | 0          | CA+CdL          | 2+1             | 0               | -                  | -                  | -                  | -           | -           | -           | 16     | 0      |        |
| 2024                 | Gimnasia (LP)        | PD                   | 2          | 0          | CA+CdL          | 1+2             | 0               | -                  | -                  | -                  | -           | -           | -           | 5      | 0      |        |
| Totale Gimnasia (LP) | Totale Gimnasia (LP) | Totale Gimnasia (LP) | 40         | 0          |                 | 27              | 0               |                    | -                  | -                  |             | -           | -           | 67     | 0      |        |
| 2025                 | Defensa y Justicia   | PD                   | 4          | 1          | CA              | 0               | 0               | CS                 | 2                  | 0                  | -           | -           | -           | 6      | 1      |        |
| Totale carriera      | Totale carriera      | Totale carriera      | 44         | 1          |                 | 27              | 0               |                    | 2                  | 0                  |             | -           | -           | 73     | 1      |        |